# Teresa Gazitúa
Teresa Gazitúa Costabal (14 de diciembre de 1941) es una artista, y escritora chilena. Gazitúa nació en Santiago de Chile. En 1967, obtuvo su título de profesora de Bellas Artes. Y en 1968, se graduó con una licenciatura en Artes, con especialización en pintura, por la Pontificia Universidad Católica de Chile. Ha desarrollado actividades académicas como profesora de arte en la Universidad de Chile y en la Católica de Chile.
Gazitúa es una dibujante, grabadista, impresora y fabricante artesanal de papel. Fue una de las primeras artistas de Chile en investigar y crear papel con fibra natural. En ella, se encuentran influencias de ambientes naturales. Rocas graníticas del río Maipo le han servido como una materia natural en su trabajo. Su obra forma parte de las colecciones de la Colección de Arte de Latinoamérica de la Universidad de Essex (ESCALA) Archivado el 10 de agosto de 2020 en Wayback Machine. (Essex Collection of Art from Latin America). En 2010, fue nominada para el Premio Altazor de las Artes Nacionales en la categoría grabado y dibujo y nuevamente lo hizo en 2012 en la misma categoría.
Actualmente, es decana de la Facultad de Artes, de la Universidad Finis Terrae.